# Tricholosporum cossonianum
Tricholosporum cossonianum là một loài nấm trong họ Tricholomataceae.

## Phân loại
Loài này lần đầu tiên được mô tả là Tricholoma cossonianum bởi René Maire. Robert Kühner và Henri Romagnesi đưa nó vào chi Lyophyllum vào năm 1953, và nó lại được đưa sang chi Tricholosporum vào năm 2007.